# Иванополье
Иванопо́лье (укр. Іванопілля) — село в Константиновской городской общине Краматорского района Донецкой области Украины.

## Общие сведения
Население по переписи 2001 года составляло 1 466 человек. Почтовый индекс — 85160. Телефонный код — 6272.